# سيدهارث سينغ
سيدهارث سينغ (بالإنجليزية: Siddharth Singh)‏ هو لاعب كرة قدم هندي في مركز الهجوم، ولد في 3 فبراير 1993 في الهند. لعب مع نادي جمشيدبور.

## وصلات خارجية
- سيدهارث سينغ على موقع قاعدة بيانات كرة القدم.إي يو (الإنجليزية)
- سيدهارث سينغ على موقع Soccerway.com (الإنجليزية)